# Physical (песня Дуа Липы)
«Physical» — песня британской певицы Дуа Липы, записанная для второго студийного альбома Future Nostalgia. Она была выпущена в качестве сингла 31 января 2020 года. Авторами стали Дуа Липа, Сара Хадсон, Джейсон Эвиган и Кларенс Коффи мл. Эвиган и Koz выступили продюсерами. В названии и тексте песни имеются отсылки к одноимённой песне Оливии Ньютон-Джон 1981 года. Черпая вдохновение из музыки 1980-х и фильма «Flashdance» 1983 года. Песня основана на сэмпле персидской синтезаторной флейты, на которой играл Джейсон Эвиган. Это мощная песня в стиле синти-поп, в которой звучит басовая партия синтезатора и различные ударные инструменты. Липа использует устную доставку слова в прехоре, но поёт припев, который включает отсылку к одноимённой песне Оливии Ньютон-Джон 1981 года. Текст песни описывает волнение влюблённости.
Выпущенный для цифровой загрузки и потоковой передачи Warner Records в качестве второго сингла с альбома 30 января 2020 года, «Physical» получил признание музыкальных критиков. Критики считали энергичный трек и вокал Липы уникальным переосмыслением эпохи 80-х. Трек занял первое место в Болгарии, Хорватии, Израиле, Ливане и Польше, а также вошёл в топ-10 из 17 дополнительных стран, включая UK Singles Chart, где он достиг третьей позиции, став восьмым синглом Lipa в топ-10 Великобритании. Это также стало её девятым появлением в американском Billboard Hot 100, дебютировав под номером 60 без релиза на радио в США. Песня имеет золотой или более высокий сертификат в девяти странах, включая Diamond в Бразилии.
Премьера музыкального видео на песню состоялась 31 января 2020 года. Оно было снято в Барселоне режиссёром Лопе Серрано.
18 марта был представлен ремикс при участии южнокорейской певицы Хвасы.

## Написание и производство
«Physical» был написан Дуа Липой, Кларенсом Кофе-младшим, Сарой Хадсон и продюсером Джейсоном Эвиганом. Песня была вдохновлена музыкой 1980-х и фильмом «Flashdance» 1983 года. Он был записан в домашней студии Эвигана в Тарзане, Лос-Анджелес, где Хадсон использовал чтение карт Таро в качестве ледокола для сеанса. Дуа Липа хотела, чтобы трек был весёлым, оптимистичным и уникальным по сравнению с тем, что звучало на тогдашних радиостанциях, и предложила использовать инструменты мировой музыки. Таким образом, «Physical» началось с образца персидской флейты, на которой играл Эвиган. Позже Коз скорректировал производство, отфильтровав объём сэмпла флейты, который, по словам Эвигана, почти исключён. Кофе-младший и Хадсон записали бэк-вокал с Липой одновременно в одной кабинке.
Дуа Липа описала процесс написания как головоломку из собираемых вместе идей, которые Хадсон записал заглавными буквами. Такие слова, как «Ты заставил меня почувствовать себя богатым бриллиантом / Ничто на этой планете не сравнится с этим», были написаны с вдохновением из эпохи 80-х. Липа придумала мелодию бриджа, экспериментируя с микрофоном в спальне. Строка «Let’s get physical» в припеве «Physical» также используется в одноимённой песне Оливии Ньютон-Джон 1981 года. Однако первое не было основано на нём, хотя Липа впоследствии признала, что в песне «определённо есть намёк». По её словам, «Physical» была «спонтанной песней, в которой временами была атмосфера Eurythmics».

## Релиз и продвижение
Spotify впервые раскрыл название песни в рекламе Future Nostalgia 6 января 2020 года. 22 и 23 января 2020 года Дуа Липа поделилась в социальных сетях тизерными изображениями, подписанными словами «Physical». Обложка сингла была опубликована 24 января того же года, и на ней изображена Дуа Липа, искажённо позирующая в платье с контрастным цветным животным принтом. Песня была доступна для предварительного сохранения в потоковых сервисах на следующий день. 28 января 2020 года Дуа Липа поделилась в соцсетях тизерным видео с 19-секундным фрагментом трека. «Physical» был выпущен для цифровой загрузки и потоковой передачи в качестве второго сингла альбома 30 января 2020 года в 15:00 по тихоокеанскому времени (22:00 UTC).
Липа дала своё первое живое исполнение «Physical» 29 февраля 2020 года на Сиднейском гей и лесбиянке Марди Гра. Вертикальное видео на песню было выпущено через Spotify 14 марта 2020 г. 17 марта того же года был выпущен ремикс на эту песню с участием южнокорейской певицы Хвасы. В нём Хваса поёт первый куплет на корейском языке, а бридж — на английском, а средняя восьмёрка исполняется на двух языках обоими певцами. Расширенная версия (EP) ремиксов на «Physical», в том числе Ofenbach и Claptone, была выпущена 25 марта 2020 года. 9 апреля 2020 года на YouTube было опубликовано видео с текстом песни «Physical». В тот же день был выпущен ремикс на песню бразильского ди-джея Alok. Дуа Липа и Алок вместе появились в видео в Instagram Live, чтобы продвигать релиз ремикса.
Ремикс на песню «Physical» Марка Ронсона с участием Гвен Стефани включён в созданный DJ Mix альбом ремиксов Дуа Липы и The Blessed Madonna, Club Future Nostalgia, выпущенный 28 августа 2020 года, а несмешанная версия — 11 сентября 2020 года. вместе со стандартным изданием альбома. Электро-трек, Марк Ронсон разобрал оригинальный замысел для направления Ruff Ryders и электронного R&B настроения. После того, как к ней обратились с просьбой записать сингл «Hollaback Girl» на ремикс «Hallucinate» Mr. Fingers, Гвен Стефани выразила желание участвовать в альбоме. Вскоре после этого Марк Ронсон и The Blessed Madonna включили для неё место в «Physical».

## Музыкальное видео

### Производство и концепция
Музыкальное видео на «Physical» было снято Лопе Серрано и Николасом Мендесом из каталонской продюсерской компании Canada. Дуа Липа связалась с Канадой через их лондонский офис, чтобы направить видео, и оно было снято на Фира де Барселона на площади Испании в Барселоне. Видео было снято в течение трёх 16-часовых рабочих дней в декабре 2019 года. Бюджет в размере 500 000 евро был потрачен на постановку, в которой было нанято около 80 сотрудников и более 150 танцоров, большинство из которых были каталонскими профессионалами. Хореографию видео поставила Шарм Ла’Донна. [90] Ариадну Мартин наняли в качестве дублёра Липы, в основном для сцены, которая требовала балансировки на вращающейся сцене, которая вращалась со скоростью 60 км / ч. Ей пришлось покрасить волосы, потому что париков в цвет волос Липы не было. Цветные штаны на видео были созданы Pepe Jeans London в рамках коллекции SS20 Dua для Pepe Collection.
Концептуальный музыкальный клип основан на диаграмме Венна, созданной швейцарским дуэтом художников Питером Фишли и Дэвидом Вайсом из их серии произведений 1981 года «Порядок и чистота». Видео соответствует четырём основным универсальным концепциям на схеме; человек, эмоции, животные и материя — к четырём основным цветам. Каждая концепция пересекается, чтобы сформировать новые концепции, такие как технология и мясо, и это приводит к центральной концепции формирования оргазма. У танцоров каждой цветовой категории есть индивидуальные лозунги на спине рубашек, относящиеся к каждой концепции из диаграммы Венна. Концепция видео была вдохновлена растущей траекторией и крещендо песни, которую Серрано сравнил с сексуальным возбуждением.

### Синопсис
Видео начинается в темноте с красным освещением, где Дуа Липа идёт к танцору, который снимает куртку, вытаскивает бумажное сердце и сдувает его. После того, как Липа кладёт руку ему на грудь, сцена переходит к анимационной анимации, в которой она вырывает у танцора сердце. Вернувшись на сцену с людьми, Дуа Липа держит в руке своё светодиодное сердце. Включается свет, и они двое начинают танцевать в красном круге с другими танцорами, в то время как она выбрасывает его сердце. В кадре два кардинала приземляются на сердце в руке Липы, превращая его в сверкающую пыль. Затем Липа изображена в кадре с человеком, облизывающим палец и одетым в чёрное мини-платье Yves Saint Laurent.
По мере продвижения видео Дуа Липа танцует в складских декорациях разного цвета, меняя цвет своей майки Helmut Lang и джинсов прямого покроя Pepe Jeans London, чтобы соответствовать каждому комплекту. Она также изображена лежащей в спортивном автомобиле и катящейся на роликах на вращающейся платформе. Для кульминации танцоры из каждого цветового набора устремляются к середине сцены, образуя радужную цветовую палитру вокруг Липы. Они танцуют вместе в смешанных и однополых парах. Серрано объяснил, что в финальной сцене «все цвета (концепции) нарушают послушание своей хроматической группы и встречаются вместе в чисто человеческом праздновании похоти, свободы и эклектики».

### Релиз и приём
Дуа Липа впервые дразнила выпуск музыкального видео 20 января 2020 года, поделившись в социальных сетях изображением спортивного автомобиля с подписью: «Помните знаки …» Музыкальное видео было выпущено на YouTube 31 января 2020 года по адресу 05:00 PT (12:00 UTC). Этому предшествовал выпуск тизер-трейлера на платформе, а также два тизерных ролика, которыми Липа поделилась в социальных сетях. В трейлере Дуа Липа решает кубик Рубика, глядя в окно квартиры. 21 февраля 2020 года режиссёрская версия видеоклипа была размещена на YouTube.

## Фитнес-видео
Видео начинается в темноте с красным освещением, где Липа идёт к танцору, который снимает куртку, вытаскивает бумажное сердце и сдувает его. После того, как Липа кладёт руку ему на грудь, сцена переходит к анимационной анимации, в которой она вырывает у танцора сердце. Вернувшись на сцену с людьми, Дуа Липа держит в руке своё светодиодное сердце. Включается свет, и они двое начинают танцевать в красном круге с другими танцорами, в то время как она выбрасывает его сердце. В кадре два кардинала приземляются на сердце в руке Липы, превращая его в сверкающую пыль. Затем Липа изображена в кадре с человеком, облизывающим палец и одетым в чёрное мини-платье Yves Saint Laurent.
Видео с тренировкой начинается с того, что Дуа Липа, одетая в жёлтый купальник, представляет себя инструктором программы «Physical: Get Fit in Under 6». Она начинает урок аэробики с дыхательного упражнения и представления участников; Ginger Snap, Old Old Steve, Chitter & Chad, Extra-Va, Bruce the Juice, Sunny & Delight, Tardy B & Upset и Shay & Dee. Их наряды запечатлены в манга-версиях Дуа Липы. На протяжении всей тренировки она произносит несколько озвученных ободрений, когда они выполняют такие процедуры, как Hip Thruster, Fonda, Step Back Step Touch, Rump Shaker и Crybaby. Класс также выделяет время для остановки на воде, и Дуа Липа отмечает: «Следите за тем, чтобы во время тренировки вы не обезвоживались». Видео включает в себя различную неоновую графику в стиле 1980-х и разноцветные визуальные эффекты.
Гай Пьюси из Grazia сказал, что видео о тренировке превзошло «Physical» Ньютона-Джона и «Call on Me» Эрика Придза и стало «без сомнения, самым культовым музыкальным клипом на фитнес-тематику всех времён». Робин Мюррей из Clash охарактеризовал это как «язык в щеку» и дань уважения «годам славы видео о тренировках». Репортёр Newsbeat Стив Холден сказал, что Дуа Липа помогла возродить вдохновение 80-х в поп-музыке в 2020 году с видео, назвав его «лагерем и красочным данью» переданным по телевидению урокам аэробики 1980-х. В The New York Times Джо Коскарелли написал, что актуальность видео возобновилась во время пандемии COVID-19.

## Треки
| №  | Название   | Длительность |
| -- | ---------- | ------------ |
| 1. | «Physical» | 3:13         |

| №  | Название                     | Длительность |
| -- | ---------------------------- | ------------ |
| 1. | «Physical» (featuring Hwasa) | 3:13         |

| №  | Название                | Длительность |
| -- | ----------------------- | ------------ |
| 1. | «Physical» (Alok Remix) | 3:09         |

| №                   | Название                           | Длительность |
| ------------------- | ---------------------------------- | ------------ |
| 1.                  | «Physical» (Ofenbach Remix)        | 2:53         |
| 2.                  | «Physical» (Alok Remix)            | 3:09         |
| 3.                  | «Physical» (Claptone Remix)        | 3:09         |
| 4.                  | «Physical» (Erika de Casier Remix) | 3:08         |
| 5.                  | «Physical» (Leo Zero Disco Remix)  | 4:16         |
| 6.                  | «Physical» (featuring Hwasa)       | 3:13         |
| Общая длительность: | Общая длительность:                | 19:48        |

| №  | Название                                              | Длительность |
| -- | ----------------------------------------------------- | ------------ |
| 1. | «Physical» (Mark Ronson Remix featuring Gwen Stefani) | 3:06         |

## Чарты
| Чарты (2020)                               | Пиковая позиция |
| ------------------------------------------ | --------------- |
| Аргентина (Argentina Hot 100)              | 89              |
| Австралия (ARIA)                           | 9               |
| Австрия (Ö3 Austria Top 40)                | 13              |
| Бельгия/Фландрия (Ultratop 50)             | 3               |
| Бельгия/Валлония (Ultratop 50)             | 2               |
| Bolivia (Monitor Latino)                   | 10              |
| Канада (Billboard Canadian Hot 100)        | 54              |
| Chile (Monitor Latino)                     | 12              |
| СНГ (TopHit)                               | 9               |
| Colombia (National-Report)                 | 85              |
| Croatia (HRT)                              | 1               |
| Чехия (Rádio — Top 100)                    | 3               |
| Чехия (Singles Digitál Top 100)            | 13              |
| Ecuador (National-Report)                  | 27              |
| El Salvador (Monitor Latino)               | 19              |
| Estonia (Eesti Tipp-40)                    | 10              |
| Европа (Billboard Euro Digital Song Sales) | 3               |
| Финляндия (Suomen virallinen lista)        | 8               |
| Франция (SNEP)                             | 30              |
| Германия (GfK)                             | 14              |
| Global 200 (Billboard)                     | 117             |
| Greece (IFPI)                              | 9               |
| Венгрия (Rádiós Top 40)                    | 3               |
| Венгрия (Single Top 40)                    | 3               |
| Венгрия (Stream Top 40)                    | 7               |
| Iceland (Plötutíðindi)                     | 25              |
| Ирландия (IRMA)                            | 2               |
| Israel (Media Forest)                      | 1               |
| Италия (FIMI)                              | 18              |
| Latvia (LAIPA)                             | 14              |
| Lebanon (OLT20)                            | 1               |
| Lithuania (AGATA)                          | 6               |
| Mexico Airplay (Billboard)                 | 8               |
| Нидерланды (Dutch Top 40)                  | 4               |
| Нидерланды (Single Top 100)                | 15              |
| Новая Зеландия (Recorded Music NZ)         | 16              |
| Норвегия (VG-lista)                        | 21              |
| North Macedonia (Radiomonitor)             | 5               |
| Paraguay (Monitor Latino)                  | 12              |
| Польша (Polish Airplay Top 100)            | 1               |
| Португалия (AFP)                           | 24              |
| Romania (Airplay 100)                      | 6               |
| Россия (TopHit)                            | 7               |
| Шотландия (OCC Scotland)                   | 3               |
| Serbia (Radiomonitor)                      | 2               |
| Singapore (RIAS)                           | 17              |
| Словакия (Rádio — Top 100)                 | 1               |
| Словакия (Singles Digitál Top 100)         | 10              |
| Slovenia (SloTop50)                        | 3               |
| South Korea (Gaon)                         | 127             |
| Испания (PROMUSICAE)                       | 24              |
| Швеция (Sverigetopplistan)                 | 42              |
| Швейцария (Schweizer Hitparade)            | 15              |
| Великобритания (OCC UK Singles)            | 3               |
| США (Billboard Hot 100)                    | 60              |
| США (Billboard Dance Club Songs)           | 20              |
| US Rolling Stone Top 100                   | 38              |
| Venezuela (Record Report)                  | 48              |

| Чарты (Апрель 2020)        | Пиковая позиция |
| -------------------------- | --------------- |
| Brazil (Pro-Música Brasil) | 38              |

## Сертификаты
| Регион                                                                      | Сертификация     | Продажи   |
| --------------------------------------------------------------------------- | ---------------- | --------- |
| Австралия (ARIA)                                                            | 2× Платиновый    | 140 000   |
| Австрия (IFPI Austria)                                                      | 2× Платиновый    | 60 000    |
| Бельгия (BEA)                                                               | 2× Платиновый    | 80 000    |
| Бразилия (ABPD)                                                             | 2× Бриллиантовый | 320 000   |
| Канада (Music Canada)                                                       | 3× Платиновый    | 240 000   |
| Дания (IFPI Danmark)                                                        | Золотой          | 45 000    |
| Франция (SNEP)                                                              | Бриллиантовый    | 333 333   |
| Германия (BVMI)                                                             | Платиновый       | 400 000   |
| Италия (FIMI)                                                               | Платиновый       | 70 000    |
| Новая Зеландия (RMNZ)                                                       | 2× Платиновый    | 60 000    |
| Норвегия (IFPI Norway)                                                      | 2× Платиновый    | 120 000   |
| Польша (ZPAV)                                                               | Бриллиантовый    | 250 000   |
| Португалия (AFP)                                                            | Платиновый       | 10 000    |
| Испания (PROMUSICAE)                                                        | 3× Платиновый    | 180 000   |
| Великобритания (BPI)                                                        | 2× Платиновый    | 1 200 000 |
| США (RIAA)                                                                  | Платиновый       | 1 000 000 |
| Данные о продажах + прослушиваниях приведены только на основе сертификации. |                  |           |

## История релиза
| Region         | Date             | Format(s)                  | Version           | Label  | Ref.    |
| -------------- | ---------------- | -------------------------- | ----------------- | ------ | ------- |
| Весь мир       | 30 January 2020  | Digital download streaming | Original          | Warner | [ 15 ]  |
| United Kingdom | 31 января 2020   | Contemporary hit radio     | Original          | Warner | [ 129 ] |
| Австралия      | 2 февраля 2020   | Contemporary hit radio     | Original          | Warner | [ 130 ] |
| Италия         | 14 февраля 2020  | Contemporary hit radio     | Original          | Warner | [ 131 ] |
| Весь мир       | 17 марта 2020    | Digital download streaming | Hwasa Remix       | Warner | [ 19 ]  |
| Весь мир       | 25 марта 2020    | Digital download streaming | Remixes EP        | Warner | [ 21 ]  |
| Весь мир       | 9 апреля 2020    | Digital download streaming | Alok Remix        | Warner | [ 53 ]  |
| Весь мир       | 11 сентября 2020 | Digital download streaming | Mark Ronson Remix | Warner | [ 26 ]  |